# Ashbourne, Derbyshire
Ashbourne este un oraș în comitatul Derbyshire, regiunea East Midlands, Anglia. Orașul se află în districtul Derbyshire Dales.